# ファブリシオ・アゴスト
ファブリ（Fabri）こと、ファブリシオ・アゴスト・ラミレス（Fabricio Agosto Ramírez  ,  1987年12月31日 - ）は、スペイン王国カナリア諸島州ラス・パルマス・デ・グラン・カナリア出身のプロサッカー選手。ポジションはGK。CDヌマンシア所属。

## 来歴
2003年から2年間地元カナリア諸島のチームでカンテラ時代を過ごした後、2005年にデポルティーボ・ラ・コルーニャに入団。2006-07シーズンにBチームでプロデビュー。2007-08シーズンにトップチームに昇格。練習中に大乱闘を繰り広げたドゥドゥ・アワットとグスタボ・ムヌアとの激しい正GK争いが繰り広げられた中での昇格となった中、2008年1月のビジャレアルCF戦で、プリメーラ・ディビシオン初出場を果たすも、3-4で敗戦。同シーズン終了後にアワットがRCDマヨルカに移籍するも、チャンスを生かせず、以降はあらゆるチームを渡り歩くことになった。
2016年7月、トルコ・スュペル・リグのベシクタシュJKと契約。2シーズン正GKを任され、2016-17シーズンのUEFAチャンピオンズリーグにも出場した。
2018年7月24日、イングランド・プレミアリーグのフラムFCと4年契約を締結した。
2019年9月、シーズン終了までRCDマヨルカへレンタル移籍。